# Музичка бајка
„Музичка бајка” је југословенски ТВ филм из 1967. године. Режирао га је Јован Коњовић а сценарио је написао Филип Давид.

## Улоге
| Глумац             | Улога |
| ------------------ | ----- |
| Ана Красојевић     |       |
| Ингрид Лотариус    |       |
| Милутин Мића Татић |       |